# 丽泽大学
丽泽大学（英語：Reitaku University）是一所日本千叶县柏市的私立大学。简称为丽泽大，RTU。

## 历史
学校创建于1935年，大学正式设置为1959年。1960年增设中文课程，1988年增设日文课程。其中外国语学院和经济学院比较知名。

## 合作学校/交流学校
- 西安外国语大学
- 天津理工大学
- 天津财经大学